# Théâtre de Lichtenberg
Le théâtre de Lichtenberg est un théâtre amateur qui a existé sous différentes formes dans la commune de Lichtenberg depuis 1913. Il est actuellement toujours actif.
Les premières manifestations eurent lieu en juillet 1913.

## Histoire

### Les Hanauer Volksfestspiele

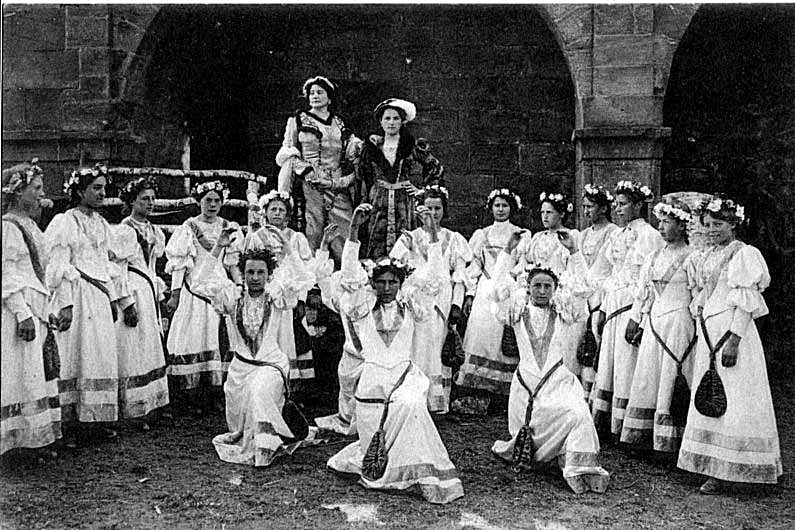
Die schöne Bärbel oder der Buxweiller Weiberkrieg, première pièce jouée au château de Lichtenberg.

À la fin du XIXe et au début du XXe siècle, se développe à travers toute l'Europe un théâtre en plein air fait pour et avec le public, un public populaire. C'est dans ce contexte qu'un comité de notables décide de créer le premier festival de théâtre populaire du pays de Hanau, les «Hanauer VolksFestSpiele» au château de Lichtenberg.
En 1913 les habitants de Lichtenberg, encadrés par des comédiens du théâtre alsacien de Strasbourg, jouent Die schöne Bärbel oder der Buxweiller Weiberkrieg (La belle Barbara ou la guerre des femmes de Bouxwiller). Le public vient en train de Strasbourg, de Saverne ou de Haguenau pour assister aux représentations. Ils sont 2 500 à 3 000 spectateurs selon le Zaberner Wochenblatt.
En 1914, au château de Lichtenberg fut présentée la pièce Peter vu Hagebach de Lina Ritter.

### Au Bœuf noir
Après la Seconde Guerre mondiale, madame Albertine Loegel dite Tine reprend le flambeau de la troupe. Elle dirige les répétitions d'une main de fer et accompagne elle-même au piano les parties chantées. Ainsi, tous les ans au soir de Noël, un public nombreux vient applaudir les comédiens sur la scène de restaurant Au Bœuf noir. Y sont données des comédies en alsacien dont les titres sont tout un programme: 
| De Babbe macht sport      | Papa fait du sport         |
| De Ziginer Schoni         | Johnny le gitan            |
| zwei luchtischi voyageurs | Deux voyageurs en goguette |
| De ergitzig Ajund         | L'adjoint                  |

Un sketch en alsacien interprété par des enfants ouvre la soirée.

### Le Théâtre de Lichtenberg actuellement

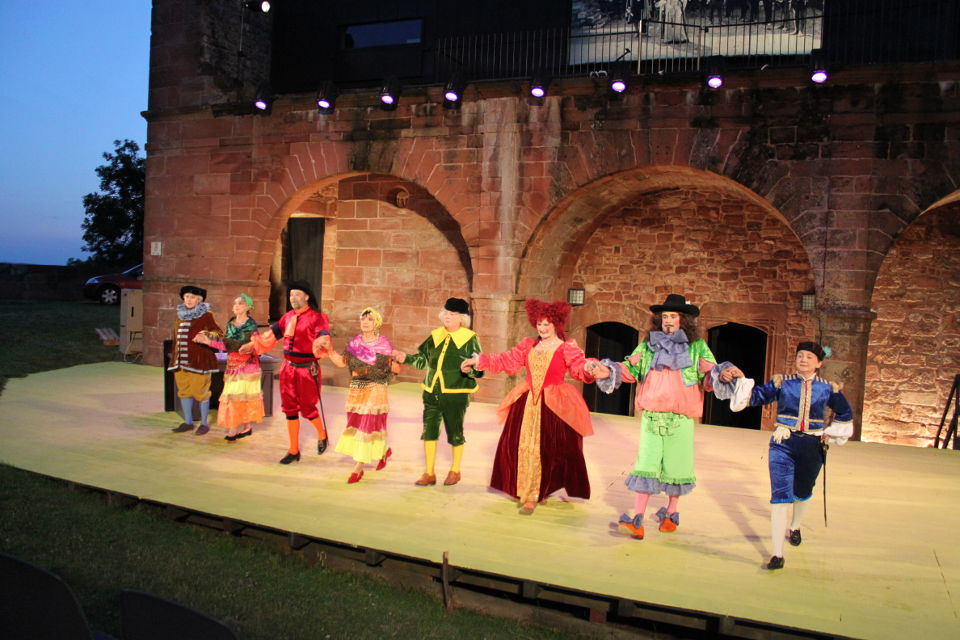
Noces cocasse, spectacle présenté en 2013 zu château de Lichtenberg.

En 1980 le besoin de plein air et le retour au château se fait sentir. Le Théâtre de Lichtenberg fait appel pour la première fois à un metteur en scène extérieur, Paul Sonnendrucker, connu pour avoir dirigé à de nombreuses reprises le stage national d'art dramatique d'été sous la houlette du ministère de la Jeunesse et des sports. Il propose de jouer sa pièce Barbara la belle sorcière, joli clin d’œil à la pièce de 1913.
À partir de là, la mise en scène, la création des costumes, de la musique ou des lumières sera toujours confiée à des intervenants professionnels. Les comédiens, quant à eux, restent passionnément amateurs. 
La troupe crée tous ses spectacles au château de Lichtenberg. Cette forteresse qui domine les Vosges du Nord de son imposante silhouette, recèle de multiples endroits propices au théâtre. A chaque nouvelle création, les spectateurs découvrent ainsi un autre lieu scénique, un autre éclairage du château, une nouvelle salle...
L'attachement à son château n'empêche pourtant pas la troupe de s'exporter. Aussi, a-t-on pu la voir à Truchtersheim, aux Haras de Strasbourg, à la Laiterie, à la Choucrouterie, en Allemagne à Lichtenau, à Buhl, …
Parmi les pièces proposées citons des œuvres majeures du répertoire traduites en alsacien par les comédiens du théâtre ou pour le théâtre par des auteurs alsaciens:
- Les Rustres de Carlo Goldoni (De Stoffelverein)
- L'Avare de Molière (De Gitzhals)
- Gargantua de Rabelais (Gargantua[4])
- Les Oiseaux d'Aristophane (D'Voejel vum Aristop'hahn)
- La Balade du Grand Macabre de Michel de Ghelderode (De Gross Màkàber)
- Grimm au château: contes revisités par Huguette Dreikaus (2017)[5].

Le Théâtre de Lichtenberg a également organisé trois expositions au château:
- 1997 : L'âge dort consacrée au peintre alsacien Tarcisse Bregenlicht[6]
- 2006 : Steinhauer un Bildmacher consacrée à l’œuvre pédagogique de Tarcisse Bregenlicht
- 2013 : Trésors d'un théâtre de village pour commémorer les 100 ans du théâtre[7].

## Récompenses
2014 : Grand Bretzel d'Or dans la catégorie Théâtre Alsacien